# Jugoslovanska ljudska armada
Jugoslovanska ljudska armada, s kratico JLA (srbohrvaško: Jugoslovenska narodna armija, s kratico JNA), je bila vojaška oborožena sila Socialistične federativne republike Jugoslavije (SFRJ). Ustanovljena je bila ob koncu druge svetovne vojne, marca 1945, s preoblikovanjem partizanskih enot v redno vojsko. Sprva se je imenovala Jugoslovanska armada, leta 1951 pa se je ob desetletnici svojega obstoja preimenovala v Jugoslovansko ljudsko armado. Vrhovni poveljnik generalštaba je bil Josip Broz Tito, po njegovi smrti pa so to funkcijo prevzeli predsedniki predsedstva SFRJ. 
Vojska je bila oblikovana na klasičen vojaški način s tremi glavnimi rodovi: kopensko vojsko, mornarico in letalstvom. Leta 1968 so ji v strahu pred sovjetsko agresijo dodali še Teritorialno obrambo v vsaki od republik. Slovenci so glede na svoj delež v državi bili relativno najbolj zastopani v letalstvu in mornarici, kajti oba sta odvisna od tehnike, tej pa morajo streči izobraženi ljudje. Svoj čas je bila JLA tretja najmočnejša armada v Evropi in deseta najmočnejša armada na svetu. Njen zaton se je začel na začetku osemdesetih let dvajsetega stoletja zaradi družbenih sprememb ter gospodarske in politične krize. Osamosvojitev Slovenije leta 1991 je zapečatila njeno usodo. Po razširitvi vojne na Hrvaškem in v Bosni je JLA 20. maja 1992 prenehala obstajati.

## Struktura
JLA je bila sestavljena iz kopenske vojske, letalstva in mornarice. Organizirana je bila v pet vojaških območij, ta pa so bila razdeljena še na posamezna okrožja, ki so bila zadolžena za vodenje registra nabornikov, vpoklica in vodenje različnih vojaških objektov ter ostalih administrativnih zadev. Poveljstva posameznih regij so se nahajala v 
- Beogradu (nadzorovalo je vzhodno Hrvaško, Srbijo in Bosno),
- Zagrebu (nadzorovalo je Slovenijo in severno Hrvaško),
- Skopju (nadzorovalo je Makedonijo, južno Srbijo in Črno goro) in
- Splitu, kjer je bilo poveljstvo mornarice.

Več kot polovico vojske so predstavljali naborniki, ki so vojaški rok sprva služili dve leti, po letu 1964 pa je bil ta skrajšan na 18 mesecev. Služenje vojaškega roka je v večini primerov potekalo daleč od stalnega kraja prebivanja nabornika, s čimer so dosegli večetnično vojsko in preprečili morebitno narodno pripadnost posameznih enot v vojski. Po podatkih iz leta 1990 je imela JLA naslednjo narodnostno zgradbo: 1% Albancev, 10% Hrvatov, 75-85% Srbov in Črnogorcev, 4% Bošnjakov in 3% Slovencev.
Leta 1990, dve leti pred razpadom, je vojska skoraj končala reorganizacijo, v kateri je iz starega sistema divizij prešla na moderni sistem brigad. To naj bi ji v primeru vojne omogočilo večjo fleksibilnost, taktično prednost, hitrost premika in varnost, saj je tako obstajalo manj možnosti, da bi agresor uničil večje enote v vojski.

## Kopenska vojska
Kopenska vojska (KoV – Kopnena vojska) je bila najbolj številčna oborožena veja v JLA. Leta 1991 je imela 165.000 pripadnikov, od katerih je bilo kar 90.000 nabornikov. Za primer vojne pa je imela pripravljenih več kot milijon rezervistov. Poleg redne vojske je imela vsaka republika še Teritorialno obrambo, v kateri so bili po navadi starejši in za vojsko delno sposobni rezervisti.
Kopenska vojska je bila organizirana v šest armad, ki so bile nameščene v petih republikah SFRJ:
- 1. armada (Beograd) – severna Srbija in Vojvodina
- 2. armada (Niš) - južna Srbija in Kosovo
- 3. armada (Skopje) – Makedonija
- 5. armada (Zagreb) - Hrvaška
- 7. armada (Sarajevo) – Bosna in Hercegovina
- 9. armada (Ljubljana) – Slovenija
  - II korpus (Titograd)
- mornarica (Split) – nekdanja četrta armadaTanki M4 Sherman prvi maj, Ljubljana 1961

Kopenska vojska je bila razdeljena na pehoto, oklepno mehanizirane sile, topništvo, protiletalsko obrambo, veziste, inženirce in enote za radiološko in kemično obrambo.
Oborožitev kopenske vojske se je skozi posamezna obdobja spreminjala. Kmalu po drugi svetovni vojni je prevladovalo zaseženo nemško in rusko orožje. V prvi polovici petdesetih let pa tudi orožje zahodnega izvora (letala, tanki ...). Ko je Jugoslavija v letih po drugi svetovni vojni na noge postavila lastno industrijo, je večino nižje in srednje tehnološkega orožja izdelovala tudi sama. Zadnjih deset let obstoja JLA so v pehotni oborožitvi prevladovale večinoma avtomatske puške M70, M76, M77 in strojnice M84 in M72. Oklepne sile so uporabljale 1.614 tankov T-54, T-55, 73 tankov T-72 in 443 tankov M-84. Večina tankov je bila zastarelih, izstopali so le tanki M-84, ki so bili po licenci izdelani sovjetski tanki T-72. Armada je imela v rezervi tudi večje število obupno zastarelih tankov T-34/85 in Sherman. Med oklepniki za prevoz pehote je bilo največ oklepnikov M-80, ki so bili kopija ruskih BMP. Veliko je bilo tudi starejših M-60. Med kolesnimi oklepniki so v armadi prevladovali oklepniki ruskega izvora tipa BTR, konec osemdesetih let dvajsetega stoletja pa so v uporabi prišli v Jugoslaviji izdelani oklepniki BOV.
Topništvo je imelo okoli 1.000 kosov 122, 130, 152 in 155 mm topov. Veliko topov je bilo ameriškega izvora, taka primera sta ameriška 105 in 155 mm havbica. Preostali topovi so bili ruskega izvora, izjema je bil le top M-65, ki je bil v celoti izdelan v Jugoslaviji in samohodni top M-7. Poleg topov je bilo v oborožitvi tudi več kot 8.000 minometov 82 in 120 mm ter okoli tisoč kosov raketnih sistemov M-63, M-77 in M-87. V oborožitvi je bilo tudi nekaj deset kosov ruskih raketnih sistemov tipa FROG-7 zemlja-zemlja z dosegom preko 100 km.
Zračna obramba je bila oborožena z več kot 5.000 protiletalskimi topovi kalibra 20 mm, 40 mm in 57 mm ter več tisočimi protiletalskimi raketnimi sistemi sovjetskega izvora Kub, Neva, Dvina, Strela 1, Strela 2, Strela 3, Strela 10 in Igla.
Protioklepne enote so bile opremljene s protitankovskimi topovi kalibra 75 mm, 90 mm, in 100 mm. Te so bili večinoma ruskega izvora. V enotah so se veliko uporabljali tudi netrzajni topovi kalibra 57 mm, 82 mm in 105 mm. Te so bili večinoma izdelani v Jugoslaviji. Med protioklepnimi raketnimi orožji sta se veliko uporabljala raketna sistema Malyutka in Shmel ter cela kopica ročnih protioklepnih orožij, ki so bili večinoma jugoslovanske izdelave.
Pod kopensko vojsko je spadala tudi obalna obramba. Ta je bila opremljena večinoma z nemškimi in italijanskimi topovi iz druge svetovne vojne ter protiladijskimi raketnimi sistemi ruskega ali jugoslovanskega izvora.

## Letalstvo
Jugoslovansko vojaško letalstvo (JRV - Jugoslavensko ratno vazduhoplovstvo) je imelo okoli 32.000 pripadnikov ter več kot 4.000 zunanjih izvajalcev. Imelo je več kot 1.200 zrakoplovov od tega 1.000 letal, preko 750 je bilo reaktivnih letal in 200 helikopterjev, tako je bilo Jugoslovansko letalstvo leta 1991 druga najmočnejša letalska sila v Evropi. 
Njegove glavne naloge so bile transport, opazovanje, obramba pred zunanjimi sovražniki ter zračna podpora mornarici in kopenskim enotam ter seveda šolanje novih kadrov tudi za tuje zračne sile. Večina šolskih letal je bila izdelanih v Jugoslaviji.
Na začetku svojega obstoja 1942 in še tudi po letu 1945, je imelo jugoslovansko letalstvo v svoji oborožitvi naslednje modele letal: angleška: Supermarine Spitfire in Hawker Hurricanes; ruske: Yak-3, Yak-7, Yak-9 in Ilyushin ll-2 ter zaplenjena nemška: Messerschmitt Bf 109G in Junkers Ju 87 Štuka. S povojnim razvojem letalstva je bila septembra 1945 v Beogradu ustanovljena letalska vojaška akademija, katere glavni namen je bil izšolati bodoče pilote nove jugoslovanske vojske.
Leta 1948 se je Jugoslavija sprla s Sovjetsko zvezo, to je imelo za jugoslovansko letalstvo katastrofalne posledice, saj je bilo večina letal, ki jih je uporabljala armada sovjetskega izvora. Zato je postalo problematično vzdrževanje in zagotavljanje rezervnih delov, ki jih je predtem dobavljala Sovjetska zveza. Da bi nadomestili to izgubo, je Jugoslavija začela sama razvijati letala in tako so konec štiridesetih let izdelali letala domača letala: Ikarus Aero 2, Ikarus 213 Vihor, Ikarus S-49 ter prvo v Jugoslaviji izdelano reaktivno letalo Ikarus 451M. Kljub dokaj uspešnemu razvoju novih letal so razvijalci v začetku petdesetih let prišli do zaključka, da jugoslovanska industrija enostavno ni sposobna izdelovati vedno bolj sofisticiranih bojnih letal, zato so se po pomoč obrnili na zahod, predvsem ZDA. Ker je bila takrat hladna vojna na vrhuncu in je zahodu ustrezalo, da je Jugoslavija sprta s Sovjetsko zvezo, so začeli zahodni zavezniki Jugoslavijo oskrbovati z zahodnim orožjem, med katerim so bila tudi letala. Tako je Jugoslavija v oborožitev dobila takrat že nekoliko zastarela zahodna letala: Havilland Mosquito in Republic F-47D Thunderbolt ter helikopterji Westland Dragofly. V začetku leta 1953 pa je dobila prva reaktivna ameriška letala: Lockheed T-33A Shooting Star za potrebe šolanja, jurišna letala Republic F-84 Thunderjet, lovskega North American F-86 Sabre ter tudi 130 vse vremenskih letal North American F-86D Sabre Dog, s tem je bila jugoslavija največjih operater teh letal izven ZDA. Pri dobavi ameriških letal je bila jasno vidna sovjetska beda, saj so bila ameriška letala mnogo bolj dovršena in odlično opremljena z avioniko, imela so že triosnega avtopilota in radar z dosegom 50 km.
Konec petdesetih let, po Stalinovi smrti, so se odnosi med Sovjetsko zvezo in Jugoslavijo ponovno otoplili, zato je trgovina med državama ponovno stekla. Kot tradicionalen kupec ruskega orožja se je Jugoslavija ponovno začela zalagati z ruskim visokotehnološkim orožjem. Na letalskem področju je sledila nabava letal MiG-21 Fishbed, An-26 ter helikopterjev Mi-2, Mi-4 in Mi-8. Sredi osemdesetih let pa je jugoslovansko letalstvo v uporabo sprejelo še najsodobnejše letalo tistega časa MiG-29 Fulcrum kot prva evropska država zunaj Sovjetske zveze. Piloti so bili razočarani nad rusko inštrumentacijo, ki je zaostajala za mnogo starejšimi ameriškimi letali. Letalstvo se je spogledovalo tudi z letali Su-25 ter helikopterji Mi-24, vendar do nakupa ni nikoli prišlo, saj je vojska prej razpadla.
Jugoslavija je imela tudi močno letalsko industrijo. Ta je skozi šestdeseta, sedemdeseta in osemdeseta leta dvajsetega stoletja razvila številna reaktivna bojna letala: G-2 Galeb, G-4 Super Galeb, J-21 Jastreb, Soko J-22 Orao ter številne druge, mnogo letal so kupile prijateljske države: Libija, Zambija, Mjanmar idr. Razvijali so tudi sodobni fly-by-wire domači večnamenski nadzvočni lovec z side-stick-om in steklenim kokpit-om: Novi Avion v sodelovanju z francoskim Dassault-tom in Safran-om, vendar do proizvodnje ni prišlo zaradi razpada države. Tovarna SOKO iz Mostarja pa je po francoski licenci izdelovala helikopterje Gazella. Vojska je imela v načrtu tudi pridobitev licence za izdelavo letal F-20 ter helikopterjev SA-330 Puma.
Reaktivni trenažerji: Lockheed T-33 Shooting Star, Soko G-2 Galeb, Soko G-4 Super Galeb, Soko NJ-21 Jastreb, Soko NJ-22 Orao. Na področju reaktivnih trenažerjev je Jugoslavija bila samo zadostna in je požela dobre mednarodne ocene letalskih strokovnjakov svojih šolskih reaktivnih letal. Jugoslovanski inštruktorji letenja so bili cenjeni povsod kjer so delovali zaradi svoje visoke adaptivnosti so izšolali kadete, ki jih druge letalske sile niso zmogle. Soko G-4 je bil posebej všeč ZDA kot trenažer, vendar do poslov ni prišlo zaradi propada države.
Od vseh naštetih letališč je še najbolj izstopalo letališče Željava v bližini Bihača v Bosni. Letališče je bilo izdelano v gori, vsa letališka infrastruktura se je tako nahajala globoko pod zemljo, varna pred jedrskimi bombnimi napadi, edino vzletna steza je bila na prostem. Poleteti in pristati je bilo mogoče v radarski senci.

### Sistem označevanja tipov zrakoplovov
Leta 1962 je jugoslovansko vojaško letalstvo uvedlo nov sistem označevanja letal za identifikacijo specifičnih tipov letal. Pred tem časom so bile zračne sile večinoma opremljena z bojnimi letali ameriškega izvora, kot sta F-84G in T-33A, oznaka ZDA pa je bila pogosto uporabljena. Vendar so bila letala, ki so bila lokalno prirejena za izvidniško vlogo, kot sta F-86D in T-33A, imenovana IF-86D in IT-33A. Izbira MiG-21, ki ni imel podobne oznake, kot novega čelnega lovca je vodila do uvedbe uradnega sistema označevanja letal.
Glavna oznaka je bila sestavljena iz predpone, ki je označevala glavno vlogo letala, in dvomestne številke posameznega tipa, npr.: J-22. Predpone vlog so:
- L - Lovac (lovec)
- J - Jurišnik (jurišnik)
- H - Helikopter (helikopter)
- V - Višenamjenski (večnamenski)
- N - Nastavni (trenažer)
- T - Transportni (transportni)

Poleg tega se uporabljajo različne črke predpone in pripone za spreminjanje vloge, ki označujejo različice osnovne zasnove za trenerje, izvidnike itd. Pisma o spremembi vloge so:
- I - Izviđač (izvidnik)
- M - Modifikovan (nadgrajen)
- N - Nastavni (šolski bojni)
- N - Naoružani (obrožen helikopter)
- O - Opšte namjene (splošni)
- P - Protivpodmornički (proti podmorniški)
- S - Spasilački (reševalnik)
- T - Transportni (transportni)J-20 Kraguj

| Generično    | Varianta | Tip                               |
| Lovci        | Lovci    | Lovci                             |
| ------------ | -------- | --------------------------------- |
| L-10*        |          | Republic F-84G                    |
| L-11*        |          | Canadair Sabre                    |
| L-12         |          | Mikoyan-Gurevich MiG-21F-13       |
|              | NL-12    | Mikoyan-Gurevich MiG-21U-400/600  |
| L-13*        |          | North American F-86D Sabre        |
| L-14         |          | Mikoyan-Gurevich MiG-21PFM        |
|              | L-14I    | Mikoyan-Gurevich MiG-21R          |
|              | NL-14    | Mikoyan-Gurevich MiG-21US         |
| L-15         |          | Mikoyan-Gurevich MiG-21M          |
|              | L-15M    | Mikoyan-Gurevich MiG-21MF         |
| L-16         | NL-16    | Mikoyan-Gurevich MiG-21UM         |
| L-17         |          | Mikoyan-Gurevich MiG-21bis        |
|              | L-17K    | Mikoyan-Gurevich MiG-21bis-K      |
| L-18         |          | Mikoyan-Gurevich MiG-29           |
|              | NL-18    | Mikoyan-Gurevich MiG-29UB         |
| Jurišniki    |          |                                   |
| J-20         |          | Soko J-20 Kraguj                  |
| J-21         |          | J-1 Jastreb                       |
|              | IJ-21    | Soko RJ-1 Jastreb                 |
|              | NJ-21    | Soko TJ-1 Jastreb                 |
| J-22         |          | J-22 Orao                         |
|              | IJ-22    | Soko RJ-2 Orao                    |
|              | NJ-22    | Soko TJ-2 Orao                    |
|              | INJ-22   | Soko RTJ-2 Orao                   |
| Helikopterji |          |                                   |
|              | WS 51    | Westland Dragonfly                |
|              | H-19     | Sikorsky H-19                     |
| H-40         |          | Mil Mi-8                          |
|              | HT-40    | Mil Mi-8T                         |
|              | HT-40E   | Mil Mi-8 E i PED                  |
| H-41         |          | Mil/PZL Swidnik Mi-2              |
|              | HT-41    | Mil/PZL Swidnik Mi-2              |
| H-42         |          | Aerospatiale/Soko SA.341H Gazelle |
|              | HI-42    | Soko SA.341H HERA                 |
|              | HN-42M   | Soko SA.341H GAMA                 |
|              | HO-42    | Aerospatiale/Soko SA.341H Gazelle |
|              | HS-42    | Soko SA341H                       |
| H-43         |          | Kamov Ka-25                       |
|              | HP-43    | Kamov Ka-25Bsh                    |
| H-44         |          | Mil Mi-14                         |
|              | HP-44    | Mil Mi-14PL                       |
| H-45         |          | Soko SA.342L1 Gazelle             |
|              | HN-45M   | Soko SA.342L1 GAMA 2              |
|              | HO-45    | Soko SA.342L1                     |
| H-46         |          | Kamov Ka-28                       |
|              | HP-46    | Kamov Ka-28                       |
| Večnamenski  |          |                                   |
| V-50         |          | Utva-60H                          |
| V-51         |          | Utva-66                           |
| V-52         |          | Utva-66H                          |
| V-53         |          | Utva-75                           |
| Šolski bojni |          |                                   |
| N-60         |          | Soko G-2 Galeb                    |
| N-61         |          | Zlin Z-526                        |
| N-62         |          | Soko G-4 Super Galeb              |
| N-63         |          | Utva Lasta                        |
| Transportni  |          |                                   |
| T-70         |          | Antonov An-26                     |
| T-71         |          | Antonov An-2                      |

### Glavne letalske baze
Glavna letalska oporišča jugoslovanskega vojaškega letalstva so bila: 
| Letališče            | ICAO | Republika  | Zgrajeno | Opomba |
| -------------------- | ---- | ---------- | -------- | ------ |
| Beograd, Batajnica   | LYBT | Srbija     | 1951     |        |
| Niš                  | LYNI | Srbija     | 1952     |        |
| Priština, Slatina    | BKPR | Kosovo     | 1970     |        |
| Podgorica, Golubovci | LYPJ | Črna Gora  | 1928     |        |
| Skopski Petrovec     | LWSK | Makedonija | 1928     |        |
| Sarajevo             | LQSA | Bosna      | 1930     |        |
| Mostar               | LQMO | Bosna      | 1935     |        |
| Željava, Bihač       | LYBI | Bosna      | 1968     |        |
| Zagreb, Pleso        | LDZA | Hrvaška    | 1959     |        |
| Split                | LDSP | Hrvaška    | 1966     |        |
| Pulj                 | LDPL | Hrvaška    | 1954     |        |
| Zadar, Zemunik       | LDZD | Hrvaška    | 1968     |        |
| Cerklje ob Krki      | LJCE | Slovenija  | 1939     |        |

- Slike vojnega letalstva
- Polikarpov Po-2
- Bf-109 Messerschmitt
- Zmaj in Rogožarski Hurricane
- Jakovljev Jak-3
- SOKO 522
- Utva 213 Vihor
- Utva Trojka
- Ikarus Aero 2
- Utva Aero 3
- Utva 66
- Republic F-47 Thunderbolt
- Ikarus S-49
- C-47 Dakota
- Projekt Novi Avion
- Soko G-4 Super Galeb
- Galeb G-2
- Jakovljev Jak-40
- Soko J-20 Kraguj
- Junkers Ju-52
- Akrobatska skupina Leteče Zvezde
- J-21 Leteče zvezde
- Jastreb Vuk-T
- J-21 Jastreb
- J-22 Orao

## Mornarica
Jugoslovanska vojna mornarica (JRM – Jugoslavenska ratna mornarica) je bila močna oborožena sila, ki je bila primerljiva z drugimi vojnimi mornaricami evropskih pomorskih držav. Oborožena je bila s fregatami, korvetami, z raketnimi topnjačami, raznovrstnimi patruljnimi in torpednimi ladjami, z minolovci in s podmornicami. Poveljstvo mornarice je bilo nastanjeno v Splitu, pod njeno pristojnost je spadala vsa obala Jugoslavije. Pod orožjem je imela okoli 10.000 pripadnikov. 
Po drugi svetovni vojni je jugoslovanska mornarica dolgo časa nazadovala. Na začetku svojega obstoja je bila opremljena s predelanimi ribiškimi barkami ter zaplenjenimi nemškimi in italijanskimi vojnimi ladjami, V petdesetih letih je kot vojaško pomoč dobila nekaj zastarelih zavezniških bojnih ladij (npr. posojeno korveto kraljeve vojne mornarice), ki pa so kmalu postale neuporabne. Da bi mornarica posodobila svoj arzenal, je v šestdesetih letih od Sovjetske zveze kupila raketne topnjače Osa-I in torpedne čolne razreda Sršen (Shershen). Kupljena je bila tudi licenca, tako da je bilo veliko torpednih čolnov izdelanih v jugoslovanskih ladjedelnicah. Med letoma 1980 in 1982 sta bili mornarici dobavljeni fregati VPBR-31 Split in VPBR-32 Koper razreda Koni (izvor Sovjetska zveza), ki sta bili oboroženi z ladijskimi raketami P-15 Termit in 9K33 Osa. Nekaj let kasneje sta bili mornarici dobavljeni še korveti Kotor.
Zaradi dobro razvite ladjedelniške industrije se je mornarica lotila tudi izdelave podmornic. S tem je Jugoslavija postala ena redkih držav na svetu, ki je bila sposobna izdelati operativno vojaško podmornico. Tekom petdesetih, šestdesetih, sedemdesetih in osemdesetih let so bile izdelani naslednji razredi podmornic Sutjeska, Heroj, Sava, in Una ( primerek z oznako P-913 hrani Vojaški muzej Pivka). V ladjedelnicah je poleg podmornic potekala izdelava tudi patruljnih, raketnih in torpednih čolnov kot so bili npr. razred Končar, Kobra in Kralj. Zadnji izmed naštetih nikoli ni prišel v uporabo JRM, saj je med izdelavo čolna JNA nehala obstajati in ga je zato prevzela Hrvaška mornarica. Za protipodmorniško vojskovanje je imela JRM v oborožitvi tudi helikopterje sovjetskega izvora Ka-25, Ka-28 in Mi-8.
V mornarici je bilo več minolovcev in polagalcev min. To so bile po navadi tudi starejše ladje. Za prevoz pehote in vozil na kopno je mornarica uporabljala večje število desantnih plovil razreda 501, 211 in 601. Pod mornarico je spadala tudi rečna mornarica, ki je delovala po vseh večjih rekah v Jugoslaviji.
Najbolj znani ladji JRM sta bili Galeb in Jadran. Prva je bila namenjena za protokolarne namene, druga, ki je bila jadrnica, je služila kot šolska ladja za nove mornarje in mornariške častnike.
Glavna naloga jugoslovanske mornarice je bila patruljiranje ter preprečevanje sovražnikovega izkrcanja na obalah ter nadzorovanje strateško pomembne Otrantske ožine. Večje mornariške baze so se nahajale v: 
- Pulju,
- Šibeniku,
- Kotorju in
- Novemu Sadu, kjer je bila nameščena rečna mornarica.

Zaradi strateškega položaja sta bili pomembni tudi bazi na Visu in Lastovu. Najbolj znana je tista na Visu, kjer je imela mornarica podzemne pristane za patruljne čolne.

## Razmere v vojski
JLA je temeljila na naborniškem in profesionalnem oficirskem kadru. Vojaška obveznost je veljala za vse moške med 18. in 27. letom (rok se je lahko podaljšal tudi do 30. leta). Sprva je vojaški rok trajal dve leti, izjema sta bili letalstvo in tankovske enote, kjer je trajal tri leta ter mornarice, kjer je trajal celo štiri leta. Leta 1955 je prišlo v zakonu o obrambi do manjših sprememb. Naborniki, ki so imeli dokončano srednjo šolo, se jim je vojaški rok skrajšal na 18 mesecev. Naborniki z višješolsko izobrazbo so bili poslani na šolo za rezervne častnike, za njih je vojaški rok trajal le eno leto. Po letu 1964 je bil vojaški rok poenoten za vse nabornike in je tako znašal 18 mesecev.
V šestdesetih in sedemdesetih letih dvajsetega stoletja je bilo služenje vojaškega roka mnogim državljanom Jugoslavije v ponos. V začetku osemdesetih let, s prihodom političnih, nacionalnih in družbenih sprememb je to mnogim predstavljalo vedno večje breme. Mnogi so v tem videli izgubo časa, saj so v vojski bili dve leti in kasneje eno leto, ki bi ga lahko uporabili npr. za šolanje.
Jezik poveljevanja v vojski je bil srbohrvaški, čeprav so se v državi uradno uporabljali vsi jeziki jugoslovanskih narodov. V prostem času naj bi vojaki lahko uporabljali svoj materni jezik, vendar se to ni dogajalo pogosto, saj so oficirji to skrbno preprečevali, da ne bi prišlo do druženja pripadnikov istih narodov
Ena od posebnosti v JLA, je bila, da so vse do ukinitve leta 1992, uporabljali naziv "drugar" (tovariš), uporabo katerega je komunistični režim po 2. svetovni vojni vpeljal v celotno takratno jugoslovansko družbo. Vzporedno s političnimi spremembami, po večstrankarskih volitvah aprila leta 1990, se je namreč v javnem življenju pričel uporabljati naziv gospod, kar je bilo že v uporabi pred prihodom komunistov na oblast ob koncu vojne leta 1945.

## Zgodovina
Jugoslovanska ljudska armada je bila ustanovljena marca 1945 iz narodnoosvobodilne vojske in partizanskih odredov Jugoslavije (NOVJ). Sprva se je imenovala Jugoslovanska armada (JA), leta 1951, ob desetletnici obstoja, pa se je preimenovala v Jugoslovansko ljudsko armado (JLA). Vrhovni poveljnik armade je bil Josip Broz Tito, po njegovi smrti pa so to vlogo prevzeli predsedniki predsedstva SFRJ.
Na začetku se je armada zanašala na sovjetsko vojaško pomoč (orožje, inštruktorji, vojaška industrija ...), po informbiroju leta 1948, ko se je Jugoslavija zaradi političnih razlogov sprla s Sovjetsko zvezo, se je ta pomoč prekinila. To je ustrezalo zahodnim zaveznikom, zato so do leta 1955 Jugoslovansko vojsko oskrbovali z orožjem zahodnega izvora. Da bi se Jugoslavija še dodatno zavarovala pred morebitnim napadom Sovjetske zveze, je sklenila obrambni pakt z Grčijo in Turčijo, ki je bil edini tak sporazum v zgodovini SFRJ. Ko je Jugoslavija sredi petdesetih let ponovno vzpostavila normalne stike z Sovjetsko zvezo, se je sodelovanje z zahodom omejilo in JLA se je ponovno začela oboroževati z orožjem sovjetskega izvora. V tem času se je opomogla tudi industrija, ki je po licenci izdelovala številna orožja sovjetskega izvora. Da odnosi med državama še niso bili popolnoma razčiščeni, se je izkazalo med madžarsko vstajo, oktobra 1956, ko je ob madžarsko-jugoslovanski meji prišlo do številnih konfliktov in provokacij, zato je celotno mejo med državama zasedla vojska. Podobne razmere so vladale tudi na albansko-jugoslovanski meji, ki je bila zaradi političnih nesporazumov hermetično zaprta in so napetosti med državama trajale vse do konca hladne vojne. 

### Formacija štabov in enot Teritorialne obrambe
Praška pomlad in posredovanje Rdeče armade na Češkoslovaškem avgusta 1968, sta pokazali vse slabosti relativno majhne JLA, zato se je politični in vojaški vrh v strahu pred zunanjim napadom odločil za delno preoblikovanje vojske. V ta namen je bila oblikovana tudi Teritorialna obramba, to je bila organizacija, ki so jo sestavljali večinoma rezervisti, njena naloga pa je bila lokalno upočasniti sovražnikovo napredovanje, dokler JLA ne bi izvedla popolne mobilizacije in posredovala. Vsaka republika v Jugoslaviji je imela svojo Teritorialno Obrambo
(TO), ki ji je tudi neposredno poveljevala, zaradi česar je med JLA in poveljstvi TO prihajalo do številnih zapletov in sporov. V petdesetih, šestdesetih in sedemdesetih letih se je moč JLA nenehno krepila. Po ocenah tedanjih analitikov in strokovnjakov naj bi bila četrta najmočnejša vojska v Evropi. Osemdeseta leta dvajsetega stoletja, kmalu po Titovi smrti, ko je vodenje države prevzelo predsedstvo SFRJ, so bila začetek gospodarske krize, katere posledica je bila hiperinflacija. Ker je povsod primanjkovalo denarja, se je zmanjšal tudi proračun vojske, kar je vplivalo na njene strateške zmogljivosti in na vojaško industrijo. V drugi polovici osemdesetih let preteklega stoletja, je bila armada zlasti v SR Sloveniji, tarča kritik, saj  je postajala orodje velikosrbske politike. Oblasti v Beogradu so pošiljale vojsko na Kosovo, kjer so izbruhnili nemiri med tamkaj živečimi Srbi in Albanci, kateri so zahtevali svojo republiko. Posledično je politika srbske vlade, predvsem po prihodu Slobodana Miloševića na oblast, postajala vedno bolj represivna.

### Demokratizacija in politične spremembe v Evropi
V začetku devetdesetih let so se v Evropi dogajale zgodovinske spremembe, ki so se začele ze konec osemdesetih. Padla je železna zavesa in komunistični sistem, ki je več kot 45 let krojil usodo Vzhodne Evrope, je bil odpravljen. Spremembe so se začele dogajati tudi znotraj Jugoslavije, ki sicer ni bila članica Varšavskega pakta, imela pa je enopartijski komunistični režim, tako kot ostale vzhodnoevropske države. SR Hrvaška in SR Slovenija, sta vedno bolj odkrito kazali osamosvojitvene težnje, kar je v državi pripeljalo do hude politične krize. V Sloveniji so se sprva pojavile zahteve po zmanjšanju prispevka Slovenije v zvezni proračun za vojaške namene, pa tudi o služenju slovenskih nabornikov v Sloveniji in ne v drugih republikah federativne države, zatem pa tudi  težnje po samostojni in neodvisni državi. Kot zadnji steber varnosti in zagovornik celovitosti Jugoslavije, je JLA temu seveda nasprotovala. Jugoslovanska vlada, ki je bila pod močnim vplivom vojske, je kakršnimkoli spremembam ostro nasprotovala in grozila z vojaškim posredovanjem. Jugoslavija se je znašla na pragu državljanske vojne, kakšna bo vloga JLA v njej, pa so odločali visoki vojaški krogi v Beogradu, glavnem mestu tedaj še skupne države.

### Razpad Jugoslavije
25. junija 1991 sta Republika Slovenija in Republika Hrvaška na podlagi sklepov referenduma razglasili svojo neodvisnost in samostojnost, nakar je JLA hotela prevzeti nadzor nad mejnimi prehodi z Italijo, Avstrijo in Madžarsko v Sloveniji ter nad državno mejo nekdanje skupne države SFRJ. Na meddržavne mejne prehode je ob podpori vojnega letalstva, poslala predvsem oklepne enote iz takratnih vojašnic v Sloveniji in na Hrvaškem, z izgovorom da je meja ogrožena s strani držav članic NATO pakta, kar naj bi ji omogočala tedanja zvezna ustava. Enote JLA, ki so jih v večini sestavljali mladi naborniki iz drugih  jugoslovanskih republik, je začela premike enot na mejne prehode že v noči razglasitve neodvisnosti Republike Slovenije. ko je proti meji z Italijo krenila oklepna enota iz vojašnice na Reki. Slovenijo so tistega dne, ko se je v Ljubljani dogajala slovesnost ob razglasitvi neodvisnosti, v nizkem letu preletavala letala jugoslovanskega vojnega letalstva. Lokalno prebivalstvo po vsej Sloveniji je slišalo hrumenje tankov v zgodnjih jutranjih urah 27. junija. 
Teritorialna obramba (TO) in tedanja slovenska Milica (kasneje preimenovana v Policijo Republike Slovenije), sta bili oboroženi z lahkim orožjem in sta se spopadli z mnogo močnejšo zvezno vojsko (JLA) na mestih, kjer so tanki, ki so krenili iz kasarn proti mejnim prehodom, prebijali improvizirano postavljene barikade, sestavljene iz tovornjakov, avtobusov in delovnih strojev, ter na mestih, kjer je vojska bojno delovala, v kasnejših dnevih vojne pa tudi tam, kjer so bile formacije TO in Milice v taktični in strateški prednosti. General jugoslovanske vojske Rašeta, ki je deloval na poveljstvu 5. vojaškega območja, je sicer javil slovenskemu predsedstvu, da vojaki niso oboroženi z bojno municijo, vendar so dejstva na terenu kazala drugačno sliko. TO in Milica sta ukrepali na podlagi novo sprejetih osamosvojitvenih zakonov in republiške ustave, ki se je takrat že precej razlikovala od zvezne. Pripadniki TO in Milice so obkolili in blokirali vojašnice JLA ,ter njihove logistične in oskrbovalne poti, ki so zato ostale brez vode, elektrike in ostale oskrbe. Odločna slovenska obramba je povzročila, da je morala med vojaki padla na najnižjo točko. Številni mladi naborniki so dezertirali. Poudariti je potrebno, da je bilo med vojaki JLA tudi veliko Slovencev. TO in Policija sta bili primorani izvajati akcije tudi proti njim.Tako je bil v Ljubljani sestreljen helikopter JLA, ki je prevažal kruh v vojašnico, pilot pa je bil Slovenec. JLA je čez noč v Sloveniji bila obravnavana kot agresorska vojska, kljub temu da je bila takrat zakonita mednarodno priznana oborožena sila na teritoriju SFRJ, zadolžena varovati slovensko in celotno jugoslovansko ozemlje. Da ni bila agresorska vojska, je potrdilo tudi sodišče Republike Slovenije v primeru sojenja slovenskemu generalu JLA Konradu Kolšku z obrazložitvijo da: »JLA na dan 25.6.1991 niti po domačem niti mednarodnem pravu ni bila in ni mogla biti agresor.« Bi pa to lahko postala, po izteku moratorija, podpisanega na Brionski deklaraciji, kjer se je jugoslovanska vojska obvezala, da se v treh mesecih umakne iz Slovenije. Po desetih dnevih spopadov, je Slovenija z Jugoslovanskim vodstvom sklenila dogovor, da zamrzne osamosvojitvene procese, vojska pa se je v okrnjeni sestavi vrnila v vojašnice. Po izteku Brionskega moratorija, ko se je JLA umaknila iz Slovenije, so se konflikti preselili na Hrvaško, predvsem v Slavonijo, kjer so se spopadi razvili v pravo bitko (Vukovar). Tamkaj živeči Srbi niso hoteli živeti v novo nastajajoči hrvaški državi, zato so se uprli. Enote JLA, ki so bile obkoljene v vojašnicah, so se iz njih prebijale na silo, pri čemer je bilo veliko mrtvih in ranjenih. Mnoge vojašnice so se vdale tudi brez boja, kar je novo nastajajoči hrvaški vojski omogočilo, da se oboroži z zaplenjenim orožjem. Avgusta 1991, je napovedala neodvisnost tudi Makedonija katero je JLA zapustila mirno, tako kot v Sloveniji, pa je s seboj odpeljala vso težko oborožitev. Armado, ki je bila prej večnacionalna, so tedaj že sestavljali večinoma Srbi, ki so začeli oboroževati različne paravojaške formacije, katere so sodelovale v medetničnih spopadih na ozemlju Hrvaške ter Bosne in Hercegovine. Del enot pro-srbske JLA, je ostal z novo nastalimi paravojaškimi enotami pri nastanku mednarodno nepriznane Srbske republike Krajine. Hrvaška vojska jih je v operacijah Blisk in Nevihta leta 1995 pregnala iz zasedenih ozemelj, ter uveljavila suverenost hrvaške države na vsem svojem teritoriju. SR Bosna in Hercegovina je razglasila neodvisnost marca 1992. Zaradi narodnostno mešanega prebivalstva so izbruhnili boji med Bošnjaki, Hrvati in Srbi. Tako kot na Hrvaškem, se je JLA znašla obkoljena v vojašnicah.Tudi tam je bilo veliko mrtvih in ranjenih. Vojska, ki je bila po umiku iz Slovenije razporejena na meje Velike Srbije (Karlobag-Ogulin-Karlovec-Virovitica), je bila tedaj že povsem srbska in je aktivno sodelovala pri obstreljevanju Sarajeva, Dubrovnika, Vukovarja ter pri drugih vojnih zločinih na Hrvaškem in v Bosni in Hercegovini. Z metodo etničnega čiščenja so v Bosni želeli ustvariti mednarodno nepriznano državo Republiko Srbsko. S temi dejanji si je JLA umazala ugled in spoštovanje, ki ga je uživala do razpada SFRJ. Armada, ki je bila ustanovljena da brani Jugoslavijo pred zunanjim sovražnikom, ter združuje njene narode in narodnosti, je razpadla zaradi notranjih trenj in nacionalizma v krvavi državljanski vojni. To je bil šok, ki ga mnogi v vseh delih nekdanje države, ne bodo zlahka pozabili. Proti koncu maja 1992 se je Jugoslovanska armada, (brez naziva "Ljudska", kakor so jo mediji v Sloveniji preimenovali že od prvih spopadov), umikala tudi iz novo nastajajoče države Bosne in Hercegovine. V vseh nekdanjih jugoslovanskih republikah, ki so razglasile neodvisnost, so ustanavljali nove vojske. Te so sčasoma postale legitimne in redne. Slovenija težav z legitimnostjo ni imela, ker je uveljavila suverenost na svojem ozemlju z Teritorialno Obrambo, katera je bila v zvezni ustavi priznana oborožena sila. Vse paravojaške formacije so po podpisu Daytonskega mirovnega sporazuma konec leta 1995, razpustili.
20 maja 1992 je JLA uradno prenehala obstajati. Njeni ostanki so postali del oboroženih sil novo nastale Zvezne republike Jugoslavije (srbsko: Savezna Republika Jugoslavija).

### Osamosvojitev Slovenije
Politične napetosti med Slovenijo in JLA so se v osemdesetih letih stopnjevale (med drugim tudi zaradi politike do Kosova) in dosegle vrh leta 1988 s procesom proti četverici JBTZ, ko je vojaško sodišče sodilo trem slovenskim civilistom in zastavniku zaradi izdaje vojaške skrivnosti o razformiranju ljubljanskega armadnega območja in njegovi priključitvi zagrebškemu. Nastalo je novo, 5. vojaško območje, ki je zajemalo celotno Slovenijo in del Hrvaške. To je omogočalo vojski oz. oblastem v Beogradu bolj centralistično vodenje države, katera je zašla v globoko politično in gospodarsko krizo. JLA je takrat prvič oboroženo nastopila proti slovenski TO, saj se je jugoslovansko politično vodstvo zavedalo, da država lahko razpade. V vseh republikah tedanje Jugoslavije so bile aprila 1990 prve večstrankarske volitve po 2. sv. vojni. Komunistični režim, na katerem je temeljila JLA, je izgubljal oblast. Novoizvoljeni republiški vladi v Sloveniji in na Hrvaškem pa nista skrivali težnje po osamosvojitvi. Oktobra 1990 je JLA zasedla Republiški štab Teritorialne obrambe v Ljubljani, maja 1991 pa je obkolila vadbeni center v Pekrah pri Mariboru, kjer so bili nastanjeni prvi slovenski vojaški naborniki tedanje TO. Slovensko politično vodstvo se je odločilo, da nabornike ne pošilja več v JLA, ampak v svojo Teritorialno obrambo, ki je postajala nova slovenska vojska. Vsi ukrepi JLA so temeljili na zveznih zakonih. Tako so v želji, da preprečijo osamosvojitev Slovenije, hoteli zapleniti orožje takratne TO (v Sloveniji to ni uspelo) vendar se je Slovenija kljub temu skrivaj oboroževala in se pripravljala za morebiten spopad z vojsko. Nadaljevali so se tudi osamosvojitveni procesi, do katerih se je novo slovensko politično vodstvo obvezalo po plebiscitu konec leta 1990, na katerem se je skoraj 90 odstotkov prebivalcev takratne Socialistične Republike Slovenije izreklo za neodvisno državo Republiko Slovenijo. Ob razglasitvi samostojne Slovenije 25. junija 1991, je jugoslovanski Zvezni izvršni svet sprejel tako imenovani »Odlok o zavarovanju državnih meja v Sloveniji«, s katerim je pravno podprl intervencijo oklepnih enot in letalstva JLA na slovenskih mejah in na letališču Brnik. Republika Slovenija ob razglasitvi neodvisnosti 25. junija 1991 še ni bila mednarodno pravno priznani subjekt. JLA je hotela prevzeti nadzor nad mejnimi prehodi z Italijo, Avstrijo in Madžarsko v Sloveniji ter nad državno mejo nekdanje skupne države SFRJ. Na meddržavne mejne prehode je ob podpori vojnega letalstva, poslala predvsem oklepne enote iz takratnih vojašnic v Sloveniji in na Hrvaškem, z izgovorom da je meja ogrožena s strani držav članic NATO pakta, kar naj bi ji omogočala tedanja zvezna ustava. Enote JLA, ki so jih v večini sestavljali mladi naborniki iz drugih jugoslovanskih republik, je začela premike enot na mejne prehode že v noči razglasitve neodvisnosti Republike Slovenije. ko je proti meji z Italijo krenila oklepna enota iz vojašnice na Reki. Slovenijo so tistega dne, ko se je v Ljubljani dogajala slovesnost ob razglasitvi neodvisnosti, v nizkem letu preletavala letala jugoslovanskega vojnega letalstva. Lokalno prebivalstvo po vsej Sloveniji je slišalo hrumenje tankov v zgodnjih jutranjih urah 27. junija.
Teritorialna obramba (TO) in tedanja slovenska milica (kasneje preimenovana v Policijo Republike Slovenije), sta bili oboroženi z lahkim orožjem in sta se spopadli z mnogo močnejšo zvezno vojsko (JLA) na mestih, kjer so tanki, ki so krenili iz kasarn proti mejnim prehodom, prebijali improvizirano postavljene barikade, sestavljene iz tovornjakov, avtobusov in delovnih strojev, ter na mestih, kjer je vojska bojno delovala, v kasnejših dnevih vojne pa tudi tam, kjer so bile formacije TO in milice v taktični in strateški prednosti. General jugoslovanske vojske Rašeta, ki je deloval na poveljstvu 5. vojaškega območja, je sicer javil slovenskemu predsedstvu, da vojaki niso oboroženi z bojno municijo, vendar so dejstva na terenu kazala drugačno sliko. TO in milica sta ukrepali na podlagi novo sprejetih osamosvojitvenih zakonov in republiške ustave, ki se je takrat že precej razlikovala od zvezne. Pripadniki TO in milice so obkolili in blokirali logistične in oskrbovalne poti vojašnic JLA v Sloveniji, ki so zato ostale brez vode, elektrike in ostale oskrbe. Odločna slovenska obramba je povzročila, da je morala med vojaki, padla na najnižjo točko. Številni mladi naborniki so dezertirali.
Po desetdnevni vojni je bil s posredovanjem Evropske skupnosti, sklenjen Brionski sporazum. Zadnji vojaki JLA so Slovenijo zapustili tri mesece kasneje. V noči s 25. na 26. oktober 1991 z ladjo iz koprskega pristanišča.

### Praznik
Vojska je imela svoj praznik na dan 22. decembra, imenovan dan JLA. Na ta dan leta 1941 je bila v bosanskem mestu Rudo ustanovljena I. proletarska brigada pod poveljstvom Koče Popovića.